# Handrangi, Hassan
Handrangi là một làng thuộc tehsil Hassan, huyện Hassan, bang Karnataka, Ấn Độ.